# Anchor Point (Terranova y Labrador)
Anchor Point es un pueblo canadiense situado en la provincia de Terranova y Labrador.

## Superficie
Anchor Point tiene una superficie de 2,26 km².

## Demografía
En 2021, tenía 305 habitantes, una densidad poblacional de 134,9 hab./km², y 131 viviendas.